# Vrnjci
Vrnjci (cyr. Врњци) – wieś w Serbii, w okręgu raskim, w gminie Vrnjačka Banja. W 2011 roku liczyła 2268 mieszkańców.